# Li Zhonghai
Li Zhonghai (* 20. April 1986 in der Jilin) ist ein chinesischer Skilangläufer und Biathlet.
Li Zhonghai lebt in Changchun. Er war zunächst als Skilangläufer aktiv. Sein erstes Rennen, einen Sprint im Far East Cup, bestritt der Chinese Ende des Jahres 2004. Weitere FIS- und Far-East-Cup-Rennen folgten bis 2006. Im März 2006 debütierte Li in Changchun bei einem Sprint im Skilanglauf-Weltcup und wurde 42. Weitere Einsätze folgten sporadisch. Erst bei seinem letzten Rennen, einem 15-Kilometer-Lauf im Februar 2007 in Changchun, konnte er als 26. erstmals Weltcuppunkte gewinnen. Einziges Großereignis war die Winter-Universiade 2007 in Pragelato, wo bestes Resultat Rang 41 im 30-Kilometer-Rennen wurde.
2008 wechselte Li zum Biathlonsport, wo er zunächst von Kui Guangqing, mittlerweile von Xiaofeng Wu trainiert wird. Seine ersten internationalen Wettkämpfe bestritt er 2009 im Rahmen des IBU-Cups in Altenberg. Das Biathlon-Weltcup-Debüt folgte in Ruhpolding, wo er 96, des Sprintwettbewerbs wurde. Dreimal startete Li bei den Biathlon-Weltmeisterschaften 2009 in Pyeongchang. Im Einzel belegte er den 78. Platz, im Sprint wurde er 99. und mit der Staffel erreichte er gemeinsam mit Zhang Qing, Zhang Chengye und Chen Haibin den 24. Rang.

## Weltcupstatistik
Die Tabelle zeigt alle Platzierungen (je nach Austragungsjahr einschließlich Olympische Spiele und Weltmeisterschaften).
- 1.–3. Platz: Anzahl der Podiumsplatzierungen
- Top 10: Anzahl der Platzierungen unter den ersten zehn (einschließlich Podium)
- Punkteränge: Anzahl der Platzierungen innerhalb der Punkteränge (einschließlich Podium und Top 10)
- Starts: Anzahl gelaufener Rennen in der jeweiligen Disziplin
- Staffel: inklusive Mixed- und Single-Mixed-Staffeln

| Platzierung                      | Einzel | Sprint | Verfolgung | Massenstart | Staffel | Gesamt |
| -------------------------------- | ------ | ------ | ---------- | ----------- | ------- | ------ |
| 1. Platz                         |        |        |            |             |         |        |
| 2. Platz                         |        |        |            |             |         |        |
| 3. Platz                         |        |        |            |             |         |        |
| Top 10                           |        |        |            |             |         |        |
| Punkteränge                      |        |        |            |             | 5       | 5      |
| Starts                           | 2      | 4      |            |             | 5       | 11     |
| Stand: nach der Saison 2010/2011 |        |        |            |             |         |        |